# Le Val-Saint-Éloi
Le Val-Saint-Éloi è un comune francese di 116 abitanti situato nel dipartimento dell'Alta Saona nella regione della Borgogna-Franca Contea.

## Società

### Evoluzione demografica
Abitanti censiti